# Круті Верхи (Калузька область)
Круті Верхи (рос. Крутые Верхи) — присілок в Перемишльському районі Калузької області Російської Федерації.
Населення становить 4 особи. Входить до складу муніципального утворення Присілок Великі Козли.

## Історія
Від 2004 року входить до складу муніципального утворення Присілок Великі Козли

## Населення
| 2002 | 2010 |
| ---- | ---- |
| 1    | ↗4   |